# ケンとメリーの木
座標: 北緯43度36分31.55秒 東経142度27分50.6秒 / 北緯43.6087639度 東経142.464056度

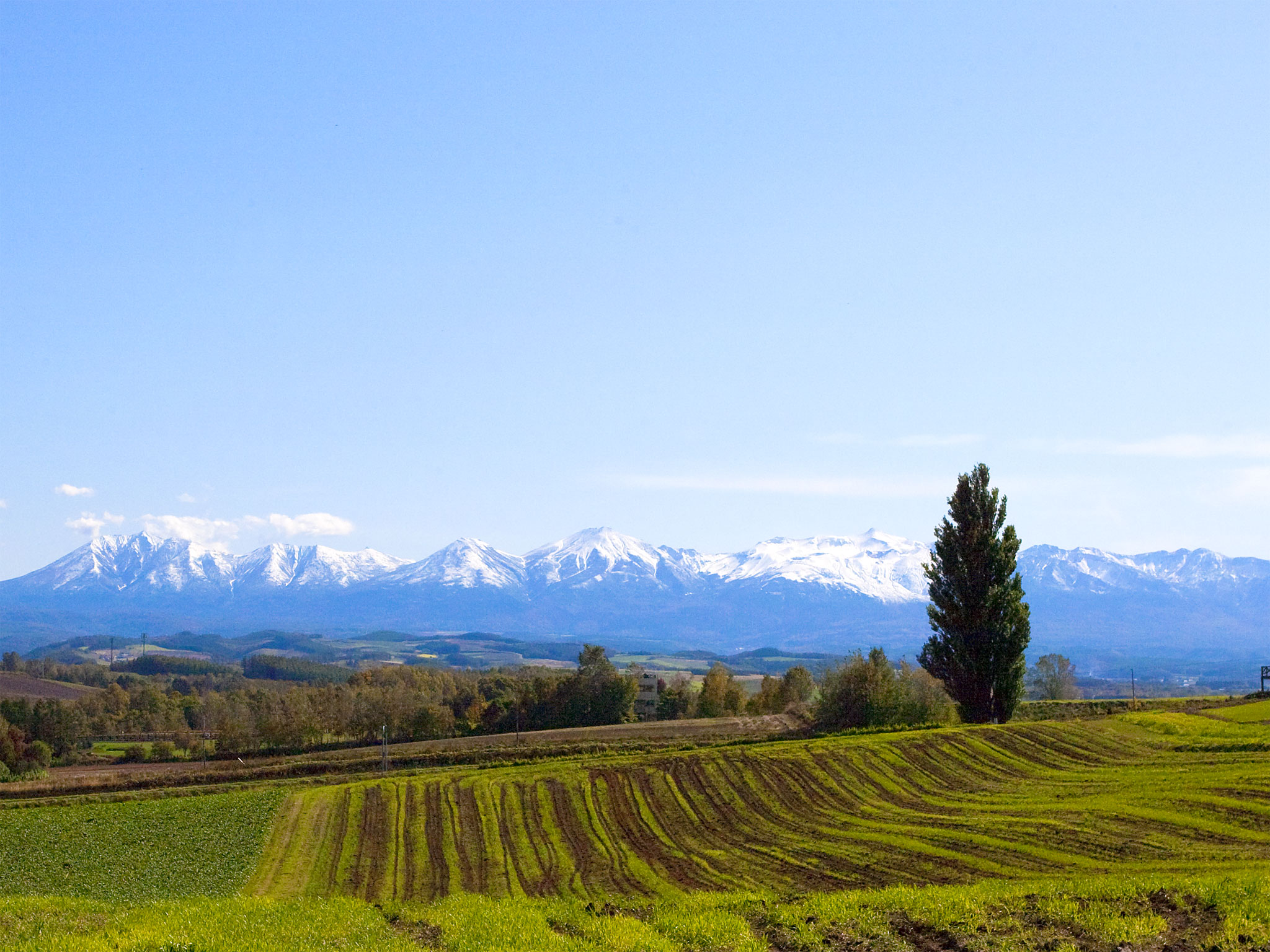
ケンとメリーの木

ケンとメリーの木（ケンとメリーのき）は、北海道美瑛町にあるポプラの木の名前。

## 概要
美瑛の丘陵地帯に立つ1本の大きなポプラの木である。1972年から1977年まで発売された「ケンとメリーのスカイライン」こと日産・4代目スカイラインのCM第15作「地図のない旅」編（1976年9月制作）のロケーション撮影で使われた。また、BUZZによるCMソング「ケンとメリー〜愛と風のように〜」がオリコンチャート最高位19位になるなどブームとなった。CM放送後、この木は観光名所となり演者の役名より「ケンとメリーの木」と名付けられた。
この木は、私有地内にあり、撮影スポットには、名称の由来などの説明や老木ゆえ大事にしてほしい旨が書かれた看板がある。

## 所在地
- 北海道上川郡美瑛町大久保協生

## アクセス
- JR北海道美瑛駅
- 国道237号線

## ギャラリー

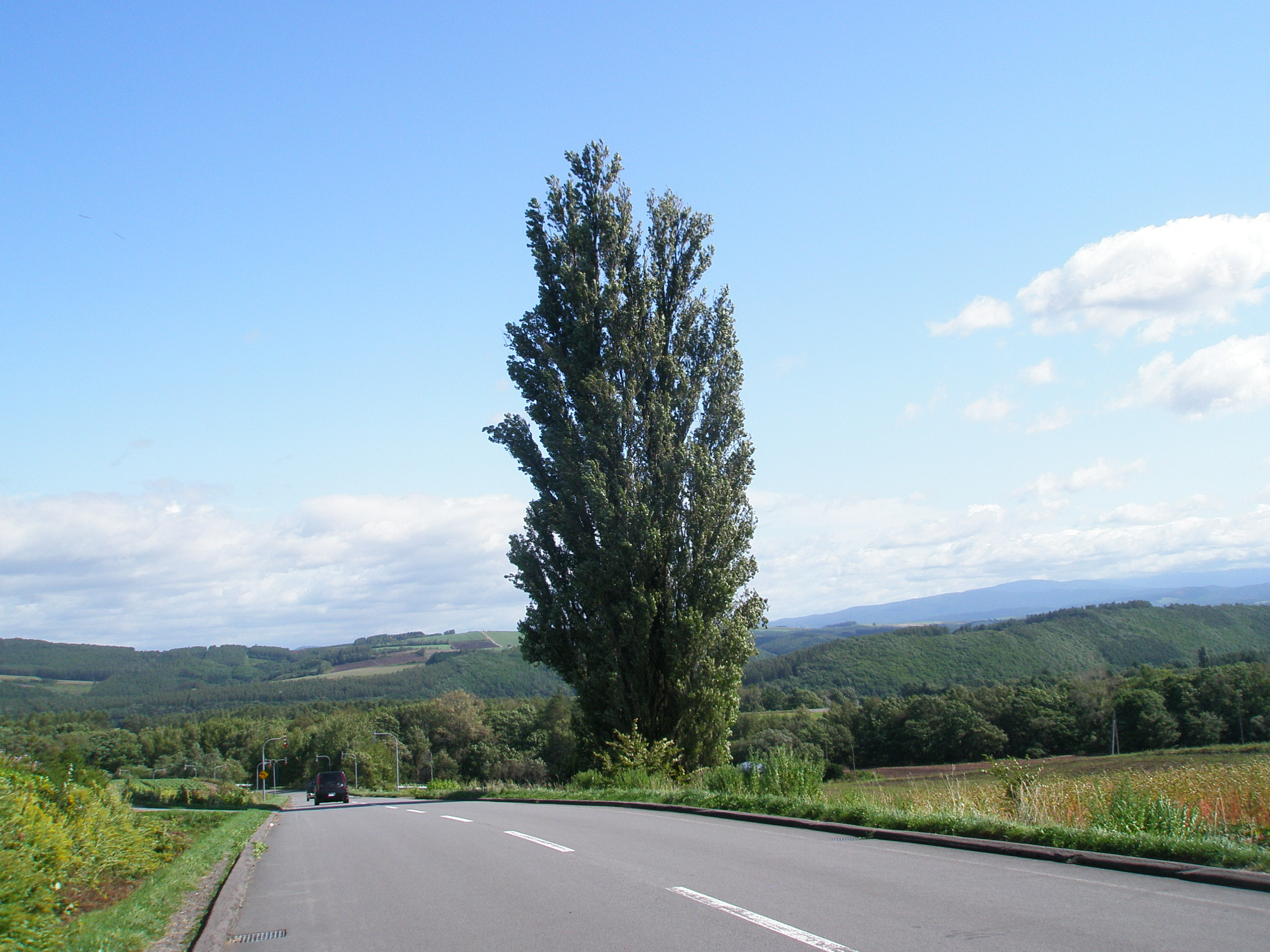
ケンとメリーの木
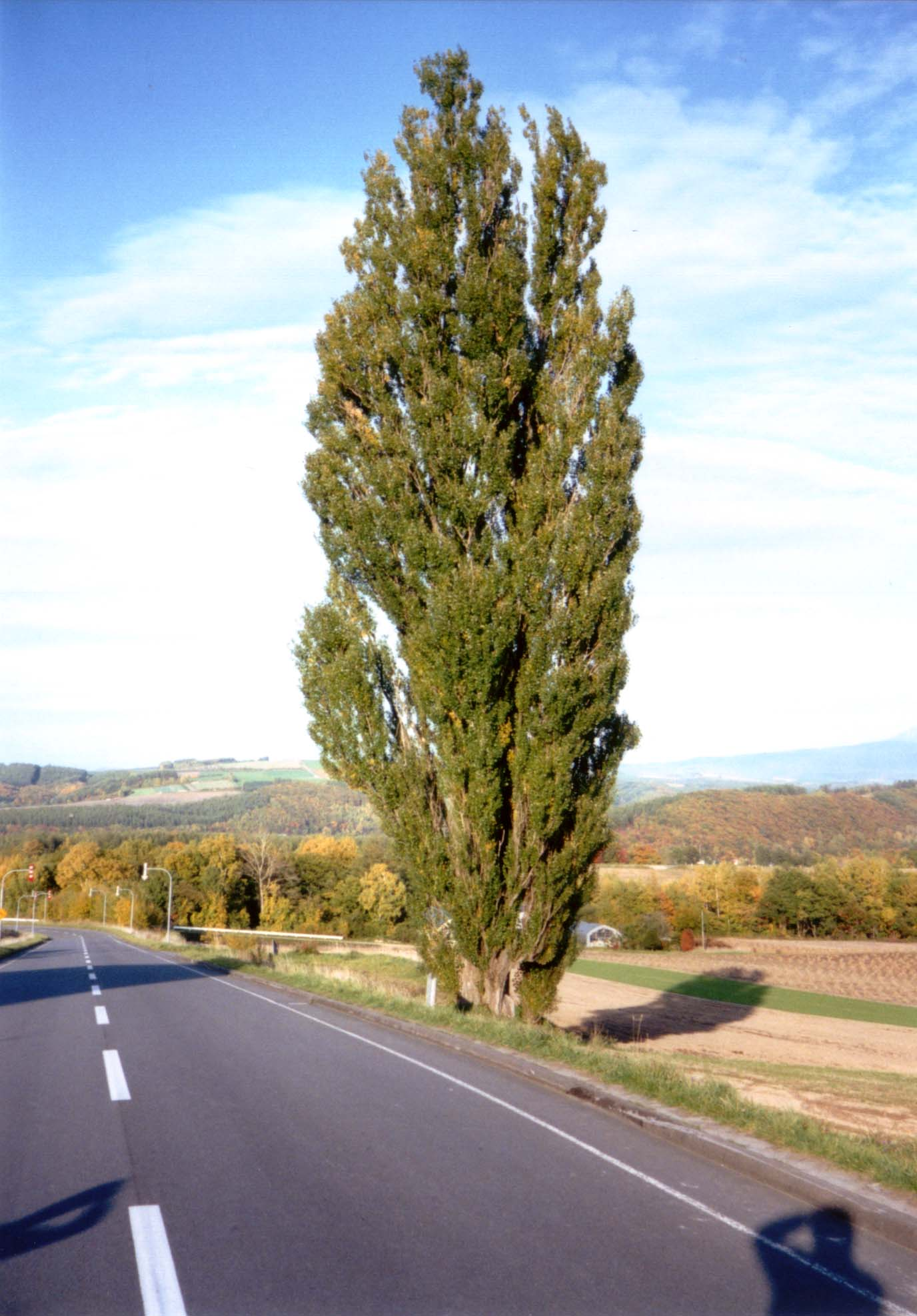
ケンとメリーの木